# 吉水金吾と林喜一郎の抗争事件
吉水金吾と林喜一郎の抗争事件（よしみずきんごとはやしきいちろうのこうそうじけん）は、昭和時代の1951年12月初旬から起った神奈川県横浜市の吉水金吾率いる愚連隊と、横浜市の林喜一郎（のち稲川会会長代行）の率いる愚連隊との抗争事件。

## 抗争事件の経緯
1951年頃、吉水と林はともに横浜市の愚連隊の首領で兄弟分であった。両者とも外国人相手に『パンパンハウス』（売春宿）を経営しながら市内の同業者からカスリを取っていたが、そのカスリをめぐって次第に対立するようになっていった。
同年12月初旬、横浜市長者町の映画館「オリンピア」前で、吉水の舎弟にあたる三輪謙とその舎弟分の土村清之が、林の子分・井藤茂を刺傷。この一件を林の子分・和沢譲次から聞いた林は、和沢と同じく林の子分だった米内光介に、吉水の子分を拉致してくるように指示した。その後、和沢と米内は、横浜市の喫茶店を中心に訊いてまわった挙句、井藤を刺したのが三輪と土村であることを突き止め、その1時間後に二人を拘束し林の元に連行しようとした。だが、二人は隙を突いて逃亡、三輪は和沢と米内に一旦は追いつかれたものの逆に米内を刺殺した。
米内が三輪に刺殺されたことを知るや、林は子分40人超を動員。更に出口も子分20人ほどを連れて、林の応援に駆けつけた。一方、小田原からは井上が子分10数人を連れて吉水の応援に駆けつけ、一挙に緊迫する事態に発展。横浜の警察署も、夜半に主な道路を封鎖した。
この様な最中、加藤伝太郎（神奈川県片瀬の堀井一家総長）と和田永吉が事態の収拾に乗り出す。深夜に和田は、大船の五代目山崎家一家・横山新次郎総長を訪ね、一連の事態について相談。横山は、和田に出口と井上を抑えて横浜ホテルに連れてくる様に求め、横山も横浜ホテルに赴く。1時間ほど経過して和田が、出口と井上を横浜ホテルの横山新次郎の元に連れてきた。横山は両者を叱責の上、出口には林を井上には吉水をそれぞれ抑えて横山の元に連れてくるように命じた。
だが、この時林は寿警察署で事情聴取を受け、吉水も同様に寿警察署で三輪の起こした米内刺殺事件の事情聴取を受けている最中だった。出口と井上から状況の報告を受けた横山は、和田・出口・井上を連れて寿警察署に赴き、寿警察署長に「吉水金吾と林喜一郎との仲裁を自分に任せて欲しい」と申し出た。署長の了承の上、横山は寿警察署の道場で吉水と林を和解させ、翌日朝に吉水と林を警察署から出して横浜ホテルの横山の許に向かわせた。横山立会いの下で出口と井上は、吉水と林に稲川角二の若衆になるように説得。二人はこれを了承し、吉水と林の配下100人余も稲川組傘下となった。